# 临汾城墙
临汾城墙，位于山西省临汾市，始建于北魏，隋唐时修整加固，明洪武和景泰年间增广重修。明城墙周长11里288步，高15米，外包以砖，池深二丈五尺，城四边各建一门（东门“武定门”、南门“明德门”、西门“和义门”、北门“镇朔门”），各建双瓮城，城门之上和城垣四角分别建木结构城楼和角楼，三重檐歇山顶。正德七年(1512年),由同知李沧主持,又增筑东关城,呈半圆形,周长一千二百六十四丈,高两丈五尺。相当于主城的三分之一。康熙三十四年（1695年）毁于大地震，随后修复。内战期间破坏严重。1949年以后剥离部分城砖用于修筑马路。
临汾城墙残存1000余米，包括西城墙800米（军分区机关内）、南城墙80米（人保家属院南部）、北城墙150米、东城墙13.8米（卧牛小区）。